# 엄토미
엄토미(嚴吐美, 본명: 엄재욱, 본명 한자: 嚴載旭, 1922년 4월 12일~2002년 5월 22일)는 대한민국의 재즈 음악가 겸 영화 음악 프로듀서로, 대한민국 재즈 뮤지션 1세대 가운데 일원이었다. 그는 바이올린, 색소폰, 클라리넷 등을 주로 연주하였다.

## 생애
엄토미는 1922년 4월 12일 함경북도 경성군 어랑읍 어대진리에서 출생하여, 지난날 한때 함경북도 청진부와 평안남도 대동군과 평안남도 평양부를 거쳐 경기도 인천 제물포에서 잠시 유아기를 보낸 적이 있는 그는, 그 이후 경성부에서 성장하였으며 본명은 엄재욱(嚴載旭)이다.
그는 배우 엄앵란(본명 엄인기)의 작은아버지이기도 하다. 가수 겸 배우인 모니카 유와 결혼하였다가 이혼하였으며, 이후 김문성과 재혼하였고 김문성과의 사이에 아들 엄정일을 두었다.
일제강점기 당시 경성음악전문학교에서 바이올린을 전공하였다. 일본 우에노(上野) 악단 전속 연주자로 활동하다가, 1945년 을유 해방 후 미8군 무대에서 색소폰과 클라리넷 등을 연주하며 재즈 음악가로 활동하였다.
1950년대 초에는 '엄토미 악단'을 창단해 이끌었다. 이후 재즈 음악가로서 길옥윤(吉屋潤)과 박춘석(朴椿石)과 이봉조(李鳳祚), 김희갑(金喜甲) 등의 문하생을 발굴하였다.
1962년 영화 《월급쟁이》로 영화 음악감독 데뷔하였다. 1968년부터 TBC 동양방송 악단 전속 연주자로 활동했으며, 1990년대 이후 원로연주인모임인 청송회의 일원으로 불우이웃돕기 공연 등에 나서기도 했다.

## 학력
- 1941년 : 경성제2고등보통학교 졸업
- 1943년 : 경성음악전문학교 전문학사

## 엄토미를 연기한 배우

### TV 드라마
- 김용건 - 《빛과 그림자》 (MBC, 2012년) - 엄토미를 모티브로 한 유성준을 배역